# مگاواتی سوکارنوپوتری
مگاواتی سوکارنوپوتری (انگلیسی: Megawati Sukarnoputri؛ زاده ۲۳ ژانویهٔ ۱۹۴۷) سیاست‌مدار اهل اندونزی و رئیس‌جمهور سابق این کشور از سال ۲۰۰۱ تا ۲۰۰۴ بوده‌است.وی رهبر حزب دموکراسی اندونزی ٬یکی از بزرگترین احزاب سیاسی کشور می‌باشد .
خانم مگاواتی در انتخابات ریاست‌جمهوری سال ۲۰۰۴ از سوسیلو بامبانگ یودهویونو شکست خورد. مگاواتی بار دیگر در انتخابات ژوئیه ۲۰۰۹ به همراه نامزد دیگر؛ یوسف کالا از حزب گلکار از یودهویونو شکت خورد.
وی دختر احمد سوکارنو اولین رئیس جمهور اندونزی بوده و همچنین اولین رئیس جمهور زن در این کشور و ششمین رئیس جمهور زن در میان کشورهای با اکثریت مسلمان است.وی معاون رئیس جمهور اسبق عبدالرحمان وحید بود و پس از سرنگونی وی به سمت ریاست جمهوری رسید.